# Mutagen
Mutagen (łac. dokonujący zmiany) – czynnik wywołujący mutacje, czyli zmieniający materiał genetyczny.
Najważniejsze z nich:
- mutageny chemiczne:
  - niektóre kwasy (np. kwas azotawy)
  - aminy (np. anilina)
  - pestycydy
  - niektóre trujące środki bojowe (iperyt jako czynnik alkilujący DNA)
  - barwniki wiążące DNA (interkalujące)
  - benzopiren w dymie tytoniowym
  - dioksyny
  - niemal wszystkie związki aromatyczne
  - substancje alkilujące (np. siarczan dimetylu)
  - reaktywne formy tlenu (np. rodniki 'OH)
  - alkaloid kolchicyna
  - analogi zasad azotowych (np. 5-bromouracyl)[1]
  - dichromian potasu[2]
  - mikotoksyny (np. aflatoksyna B1)[3]
  - cisplatyna (indukuje powstawanie wiązań krzyżowych w cząsteczkach DNA)[4]

- mutageny fizyczne:
  - promieniowanie jonizujące
    - promieniowanie gamma
    - promieniowanie rentgenowskie
    - promieniowanie ultrafioletowe
    - promieniowanie kosmiczne

  - wysoka temperatura
  - szok termiczny
  - bodźce traumatyczne – urazy

- mutageny biologiczne:
  - niektóre wirusy (różyczki i opryszczki, retrowirusy)
  - pierwotniaki wywołujące toksoplazmozę
  - grzyby pleśniowe

Do wykrycia siły mutagenu stosuje się test Amesa.